# 韋斯特綜合症
 韋斯特症候群或韋氏症候群（英語：West syndrome）是發生於嬰幼兒身上罕見的癲癇失調症狀。此症狀依其發現者英國醫師威廉·詹姆士·韋斯特來命名。韋斯特醫師於1841年時首次於《柳葉刀》（The Lancet）期刊中描述該症，其所描述之病例其實是他的兒子詹姆士·愛德溫·韋斯特（1840－1860）之症狀。該症的其它名稱尚有泛發性癲癇、嬰兒型癲癇性腦症、嬰兒型肌抽躍腦症、折刀式癲癇、粗大性肌陣孿、點頭狀癲癇等。嬰兒點頭式痙攣通常用來表示韋斯特症候群中特定的癲癇表現形式，但通常也可指與韋斯特症候群一詞通用。韋斯特症候群通常需符合以下三種條件，一為嬰兒點頭式痙攣，二是腦電圖（EEG）上呈現之腦波為高振幅混亂之棘慢波混合（Hypsarrhythmia）以及智能障礙等三種，雖然就國際普遍定義來說，只要符合三種條件中的兩種，即可判定為韋斯特症候群。